# 717e Infanteriedivisie (Duitsland)
De Duitse 717e Infanteriedivisie (Duits: 717. Infanterie-Division) was een Duitse infanteriedivisie tijdens de Tweede Wereldoorlog. De divisie werd opgericht op 11 april 1941 en deed voornamelijk dienst in Joegoslavië.
In de eerste twee maanden van het bestaan, in april en mei, was de divisie gelegerd in Duitsland. Eind mei werd de eenheid overgeplaatst naar Joegoslavië. Daar moest het onder meer veiligheidsoperaties en antipartizanenacties uitvoeren. Op 1 april 1943 werd de divisie gereorganiseerd en omgevormd tot de 117. Jäger-Division.

## Massamoord in Kragujevac
Het 749e Infanterieregiment van de divisie pleegde, samen met het 724e Infanterieregiment van de 704e Infanteriedivisie, een massamoord op duizenden burgers in Kragujevac. Tijdens deze massamoord, die plaatsvond op 20 en 21 oktober, werden tussen de 2.300 en 5.000 burgers vermoord, als represaille voor een partizanenactie.

## Commandanten
| Naam             | Rang            | Begin           | Eind            |
| ---------------- | --------------- | --------------- | --------------- |
| Paul Hoffmann    | Generalleutnant | 17 mei 1941     | 1 november 1941 |
| Walter Hinghofer | Generalleutnant | 1 november 1941 | 1 oktober 1942  |
| Benignus Dippold | Generalleutnant | 1 oktober 1942  | 1 april 1943    |

## Samenstelling
- Infanterie-Regiment 737
- Infanterie-Regiment 749
- Artillerie-Abteilung 670
- Pionier-Kompanie 717
- Nachrichten-Kompanie 717
- Versorgungseinheiten 717